# Einzelgänger
Als Einzelgänger werden Individuen einer Gemeinschaft bezeichnet, die ihre eigenen Wege gehen, das heißt, die inmitten dicht geknüpfter sozialer Netzwerke wenige bis gar keine Interaktionen mit anderen pflegen oder die Interaktion beispielsweise auf das beruflich Notwendige beschränken.
Da zahlreiche soziale Kontakte in Gemeinschaften als ‚selbstverständlich‘ gelten, erwecken die Einzelgänger Befremden, das sich je nach der Mentalität der Gemeinschaft unterschiedlich äußern kann, etwa in Argwohn oder Scheu.
In modernen Gesellschaften fallen Einzelgänger unter deren zahlreichen Single-Lebensformen wenig auf.

## Psychologie
Die soziopsychischen Ursachen können sehr unterschiedlich sein (u. a. Hochbegabung, Introversion, Misanthropie). Menschen mit Asperger-Syndrom oder Autismus sind in der Regel Einzelgänger.

## Thema in Literatur und Film
Einzelgänger sind ein gern gewähltes Thema der Literatur, etwa in den Erzählungen Der Waldsteig (1845) von Adalbert Stifter oder Der Lar (1889) von Wilhelm Raabe.
Einzelgänger ist der Titel der folgenden Filme und Romane:
- Der Einzelgänger (1955), US-amerikanischer Western (Man with the Gun) von Richard Wilson
- Der Einzelgänger (1967), US-amerikanischer Fernsehkriminalfilm (The Outsider) von Michael Ritchie
- Der Einzelgänger (1981), US-amerikanischer Thriller (Thief) von Michael Mann
- Der Einzelgänger (Fernsehserie), US-amerikanische Fernsehserie nach dem Pilotfilm von 1967
- Der Einzelgänger (1964), Roman von Christopher Isherwood
- Der Einzelgänger (1978), Roman von Joachim Specht

## Sekundärliteratur
- Panagiotis Kanellopoulos, Die Einsamkeit in ihrer „gemeinschaftlichen“ und „gesellschaftlichen“ Problematik, in: Reine und Angewandte Soziologie. Eine Festgabe für Ferdinand Tönnies zu seinem achtzigsten Geburtstage am 16. Juli 1935, Hans Buske, Leipzig 1936
- Mathias Schreiber, Die kollektivierten Einzelgänger. Zur kulturellen Situation des Schriftstellers in der heutigen Gesellschaft, in: Alphons Silbermann / René König (Hgg.) Künstler und Gesellschaft, Westdeutscher Verlag, Opladen 1974, S. 11–26